# アイダ・タートゥーロ
アイダ・タートゥーロ（Aida Turturro, 1962年9月25日 - ）は、アメリカ合衆国の女優。ニューヨーク州出身。
ジョン・タトゥーロ、ニコラス・タートゥーロは従兄弟。

## 出演作品

### 映画
- おつむて・ん・て・ん・クリニック
- ロックン・ルージュ
- マンハッタン殺人ミステリー
- アート・オブ・エロス 監督たちの晩餐
- 愛に気づけば…
- スリーパーズ
- セレブリティ
- クロスファイア
- ディープ・ブルー
- 救命士（クラップ）
- マイ スウィート ガイズ
- ホーム・スウィート・ホーボーケン（キャシー）
- クロコダイル・ダンディー in L.A.
- サイドウォーク・オブ・ニューヨーク
- マイスーツ、マイライフ
- ジゴロ・イン・ニューヨーク
- ニューヨーク ザ・ギャング・シティ
- キリング・タウン 殺人鬼が潜む町
- コール・ジェーン -女性たちの秘密の電話-

### テレビ
- LAW & ORDER ロー&オーダー シーズン1
- LAW & ORDER ロー&オーダー シーズン5
- LAW & ORDER ロー&オーダー シーズン7
- ザ・プラクティス ボストン弁護士ファイル シーズン2
- ザ・ソプラノズ 哀愁のマフィア 第2シーズン（ジャニス・ソプラノ）
- ザ・ソプラノズ 哀愁のマフィア 第3シーズン（ジャニス・ソプラノ）
- ザ・ソプラノズ 哀愁のマフィア 第4シーズン（ジャニス・ソプラノ）
- ザ・ソプラノズ 哀愁のマフィア 第5シーズン（ジャニス・ソプラノ）
- ザ・ソプラノズ 哀愁のマフィア 第6シーズン（ジャニス・ソプラノ）
- ER緊急救命室 第14シーズン
- マーシー・ホスピタル
- ミディアム 霊能者アリソン・デュボア 第6シーズン
- ラリーのミッドライフ★クライシス シーズン8
- ナース・ジャッキー4
- LAW & ORDER:性犯罪特捜班 シーズン14
- LAW & ORDER:性犯罪特捜班 シーズン15
- アンフォゲッタブル 完全記憶捜査 第4シーズン
- THE BLACKLIST/ブラックリスト 第5シーズン
- THE BLACKLIST/ブラックリスト 第6シーズン
- THE BLACKLIST/ブラックリスト 第7シーズン